# Atractocarpus stipularis
Atractocarpus stipularis är en måreväxtart som först beskrevs av Ferdinand von Mueller, och fick sitt nu gällande namn av Christopher Francis Puttock och Peter Shaw Green. Atractocarpus stipularis ingår i släktet Atractocarpus och familjen måreväxter.
Artens utbredningsområde är Lord Howeön. Inga underarter finns listade i Catalogue of Life.